# Heszke Béla
Heszke Béla (Marosvásárhely, 1912. október 30. − 2003.) tanár, író, kritikus, esztéta, műfordító.

## Életpályája
A középiskolát szülővárosában végezte, a kolozsvári egyetemen szerzett magyar–francia szakos tanári oklevelet (1933). Párizsi, brüsszeli és lengyelországi tanulmányút után a brassói katolikus gimnáziumban kezdte tanári pályáját, majd a kolozsvári piarista líceumban tanított s a Pásztortűz szerkesztőségének munkatársa volt. Az 1930-as évek végétől az Erdélyi Katolikus Akadémia titkára volt. Bölcsészdoktorátust Budapesten szerzett (1946), ahol 1945-től középiskolai, majd főiskolai tanár. 1969-1986 között a Zeneművészeti Főiskola tanárképzőjében zenepedagógiát és zenepszichológiát tanított, 1968-73 között az Eötvös Loránd Tudományegyetemen a romanisztika tanszéken adott elő.
Első írását az Erdélyi Tudósító közölte (1933), tanulmányai, fordításai, színházi kritikái, recenziói itt s a Brassói Lapok, Ellenzék, Keleti Újság, Erdélyi Helikon, Pásztortűz, Gând Românesc, Erdélyi Múzeum, Erdélyi Lapok, az aradi Vasárnap, a budapesti Nagyvilág, Budapester Rundschau, Parlando hasábjain jelentek meg. Tárgyköre – dolgozatokban és szöveggyűjteményekben – főleg a francia irodalmi és színházi élet, délszláv irodalom, népiség, művészetpszichológia, zeneszociológia, fejlődéslélektan. Kolozsvárt fordításában mutatták be Marcel Achard Domino című vígjátékát (1942), Luigi Pirandello A becsület gyönyöre (1942), Roger Ferdinand Mindenért fizetni kell (1940) és Dario Niccodemi Az árnyék (1944) című színműveit. A román nyelv, irodalom és művészet ápolója és terjesztője.

## Önálló munkái
- Brüsszeli délután (francia irodalmi tanulmányok, Brassó, 1938)
- Népiség az új európai irodalomban (Arad, 1940)
- Kis írói arcképek (Kolozsvár, 1942)
- Színház (Színháztörténeti breviárium. Kolozsvár, 1944)
- Magyar–román irodalmi kapcsolatok (tanulmány, Budapest, 1954)
- A román zene története (Bibliotheca Musica, Budapest, 1963)
- Noțiuni de teoria literaturii (tankönyv, Budapest, 1969)
- Az irodalom és a zene koncentrációja a szakközépiskola irodalom-oktatásában (tanulmány, Budapest, 1969)
- Pedagógiai jegyzet és szöveggyűjtemény; Tankönyvkiadó, Bp., 1971
- Művészetpszichológia és zenei szociálpszichológia. Szöveggyűjtemény; összeáll. Heszke Béla; Tankönyvkiadó, Bp., 1979
- Színház. Színháztörténeti breviárium; 2. kieg. kiad.; Edition Simonffy, Bp., 1995